# بلدية سانتا ماريا دا فيتوريا
بلدية سانتا ماريا دا فيتوريا هي بلدية في البرازيل، تتبع باهيا، بلغ عدد سكانها 41٬261  نسمة، في 2000، تبلغ مساحتها 1٬966٫777 كيلومتر مربع.

## الموقع
تشترك في الحدود مع:
- São Félix do Coribe [الإنجليزية]‏.